# Nicholas Evans (Sprachwissenschaftler)
Nicholas Evans (* 1956 in Los Angeles, Kalifornien) ist ein australischer Sprachwissenschaftler, Autor und Hochschullehrer.

## Leben
Evans wurde an der Australian National University (ANU) im Fach Linguistik promoviert. Er war Professor für Linguistik an der Universität Melbourne, bevor er an seine Alma Mater zurückkehrte und dort Professor an der School of Culture, History and Language des College of Asia and Pacific wurde. 2011 wurde er zum korrespondierenden Mitglied der British Academy gewählt.
Evans Forschungsschwerpunkte sind Sprachen des Australischen Kontinents und Papua-Sprachen und hier besonders Geschichte und Kontakte von Sprachen untereinander und deren gegenseitige Beeinflussung sowohl auf dem Gebiet der Sprachen als auch dem der Kultur. Derzeit betreibt sein Institut Feldforschungen im Norden von Western Australia und dem Northern Territory. Er selbst hilft bei der Erstellung und der Auswertung von Darstellungen der Aborigines bei wirtschaftlichen Streitfällen mit Konzernen und Regierungsstellen. Ferner schreibt er über die neue Art von Kunst auf der Bentinck-Insel im Westen von British Columbia in Kanada.
2012 erhielt Evans den Anneliese-Maier-Forschungspreis.
Evans ist Unterzeichner der 2017 veröffentlichten Deklaration zur gemeinsamen Sprache der Kroaten, Serben, Bosniaken und Montenegriner.

## Veröffentlichungen
- A Grammar of Karyadild, with Historical Comparative Notes on Tangkic. Mouton de Gruyter, Berlin 1995, ISBN 3-11-012795-4.
- als Mitherausgeber mit Patrick McConvell: Archeology and Linguistics: Aboriginal Australia in Global Perspective. Oxford University Press Australia, Melbourne 1997, ISBN 0-19-553728-9.
- als Mitherausgeber mit Hans-Jürgen Sasse: Problems sof Polysynthesis. (= Typologica, Neue Reihe). Akademie Verlag, Berlin 2002, ISBN 3-05-003732-6.
- The Non-Pama-Nyungan Languages of Northern Australia: Comparative Studies of the Continent's Most Linguistically Complex Region. Pacific Linguistics, Canberra 2003.
- Bininj-Gun-wok: A Pan-Dialectical Grammar of Mayali, Kunwinjku and Kune. 2 Bände. Pacific Linguistics, Canberra 2003.
- als Mitherausgeber mit Felix Ameka und Alan Dench: Catching Language: The Standing Challenge of Grammar-Writing. Mouton de Gruyter, Berlin / New York 2006, ISBN 3-11-018603-9.
- Dying Words: Endangered Languages and What They Have to Tell Us. Blackwell, Oxford, England 2010.
  - deutsch von Robert Mailhammer: Wenn Sprachen sterben. Und was wir mit ihnen verlieren. Beck, München 2014, ISBN 978-3-406-65327-8.[2]